# North Tyneside
North Tyneside is een Engels district in het graafschap Tyne and Wear en telt 206.000 inwoners. De oppervlakte bedraagt 82 km².
Van de bevolking is 17,9% ouder dan 65 jaar. De werkloosheid bedraagt 4,1% van de beroepsbevolking (cijfers volkstelling 2001).

## Plaatsen in district North Tyneside
- Killingworth
- Wallsend
- Whitley Bay